# Aníbal Ramírez
Eliceo Aníbal Ramírez Vargas (* 27. September 1903; † 14. Juni 1962) war ein chilenischer Fußballspieler. Der Torwart absolvierte zwei Länderspiele für Chile. 

## Karriere

### Verein
Auf Vereinsebene spielte Aníbal Ramírez für den Gold Cross FC. 

### Nationalmannschaft
Aníbal Ramírez debütierte beim Campeonato Sudamericano 1924 in Uruguay bei der 0:5-Niederlage gegen den Gastgeber. Danach spielte der Torwart, der auch unter dem Spitznamen Zumco bekannt war, noch bei der 1:3-Niederlage gegen Paraguay, jedoch kam die La Roja mit drei klaren Niederlagen nicht über den letzten Platz hinaus. Das Spiel gegen Paraguay war zugleich das letzte Länderspiel des Torhüters.

## Sonstiges
Aníbal Ramírez ist Vater des 36-maligen Nationalspielers Jaime Ramírez, der mit Chile bei der Weltmeisterschaft 1962 im eigenen Land den dritten Platz erreichte.